# 세자르 시엘루 필류
세자르 시엘루 필류(포르투갈어: César Augusto Cielo Filho, 1987년 1월 10일 ~ )는 브라질의 수영 선수이다. 자유형이 주 종목이며 특히 50m와 100m에 강하다. 브라질의 수영 선수 중 사상 최초로 올림픽에서 금메달을 획득하였다.
2007년의 세계 수영 선수권에서 50m 자유형은 22초 12로 6위, 100m 자유형은 48초 51으로 4위를 차지하였다. 2008년 베이징 올림픽에서는 50m 자유형에서 21초 30으로 올림픽 신기록을 세우며 금메달을 차지하였다.

## 어린 시절
상파울루의 산타바르바라 도에스테에서 태어났다. 소아과 의사 세자르와 체육 교사 플라비아 시엘루의 아들로 상파울루 주의 작은 수영 클럽들에서 자신의 선수 경력을 시작하였다. 10대로서 자신의 모친이 가르친 바르바렌세 스포츠 클럽에서 마리우 프란시스쿠 소브리뉴 코치 아래에서 훈련하였다. 13세 때에 시엘루는 프라시카바의 클럽에서 헤이나우두 로사 코치 아래에서 훈련하기 시작하였다. 16세 때에는 상파울루의 피녜이루스 스포츠 클럽으로 옮겨 아우베르투 시우바와 브라질 수영 전설 구스타부 보르게스 아래에서 훈련하였다.
시엘루는 안드레 슐츠의 어린 시절 친구였다. 시엘루가 어렸을 때 그의 부친은 수영을 결성하고 용기를 주는 데 바르바렌세 스포츠 클럽에서 단체를 이루었다. 안드레 슐츠의 부친 베르너도 그 단체에 속하였다.
시엘루는 배영에 출전하기 시작하였다. 당시 귀예르모 귀도는 시엘루가 꺾을 상대 선수로서 두드러졌다. 시엘루가 배영 종목을 이긴 동안에 귀도는 시엘루를 자유형에서 반복적으로 꺾었다. 그러나 확실한 점에서 귀도는 자유형 상대들에게 패하기 시작하여 배영 종목들에서 시합에 나가기 시작하였다. 그는 배영에서 더 이상 나가지 않기로 결정한 시엘루를 꺾었다. 15세 때에 시엘루는 미국 플로리다주에서 훈련 시리즈들에 참석하였으며 귀도를 꺾는 데 기꺼이 하기 위하여 귀국하였다. 시엘루와 귀도가 100m 자유형 시합에서 재결합하였을 때 귀도는 시엘루의 뒤로 떨어져 패하였다. 그러고나서 귀도는 배영에 주목하였다.

## 대학 경력
2005년 시엘루는 미국 오번 대학교에서 장학금을 받았다. 그는 스페인어에 전문으로 삼아 국제 무역을 공부하였다. 거기에 수학하면서 시엘루는 8번이나 오번 타이거스 수영과 다이빙 팀의 NCAA 선수권 대회에 나갔다. 대학에서 그는 아테네 올림픽에 출전한 오스트레일리아의 브렛 호크에 의하여 훈련을 받았다. 호크는 2008년 베이징 올림픽을 위하여 준비하는 데 그의 마지막 달 동안 시엘루에게 도움을 주었다. 시엘루는 짧은 거리 전문가 페르난두 셰러에 의하여 가르침을 받기도 하였다.
시엘루는 50 야드 자유형에서 NCAA와 미국 오픈 기록을 보유하여 2008년 NCAA 분배 1 경기에서 세웠다. 오번 대학교에서 시엘루는 2007년 선수권에서 50m와 100m 자유형을 휩쓴 것을 포함하여 6개의 국내 선수권 종목들을 우승하였다.

## 국제 경력

### 2004년 쇼트코스 수영 선수권
시엘루는 2004년 10월 인디애나폴리스에서 열린 FINA 세계 수영 선수권 대회에서 자신의 첫 주요 국제 시합에 참가하였다. 17세의 나이로 그는 400m 자유형 계주에서 은메달을 획득하였다. 400m 혼계영에서는 귀예르모 귀도, 카이우 아우메이다와 에두아르두 피셔와 함께 팀을 이루어 4위를 하면서 3분 33.02초와 함께 남미 기록을 깼다. 또한 100m 자유형 6위, 50m 자유형 10위와 50m 배영 19위를 하기도 하였다.

### 2006 ~ 07
2006년 상하이에서 열린 FINA 세계 수영 선수권에 나가 100m 자유형과 400m 자유형 계주 5위를 하였다. 800m 자유형 계주에 나간 그는 호드리구 카스트루, 티아구 페헤이라와 루카스 살라타와 팀을 이루어 7분 06.09초와 남미 기록을 깨기도 하였다. 12월에는 페르난두 셰러가 1998년에 세운 100m 자유형 기록 48.69초를 깨면서 시엘루는 국내 장면에 나타나기 시작하였다. 시엘루의 기록은 48.61초였으며 0.08초 차이로 꺾었다. 그 순간에 시엘루의 기록은 2006년 세계 랭킹에서 4번째로 빠른 기록이었다.
후에 시엘루는 캐나다 빅토리아에서 열린 팬패시픽 수영 선수권에 나가 50m 자유형 6위, 100m 자유형 7위, 400m 혼계영 7위를 하고 400m 자유형 계주에서는 실격당하였다.
2007년 멜버른에서 열린 세계 수상 선수권 대회에 나가 100m 자유형 4위, 50m 자유형 6위와 400m 자유형 계주 8위를 하였다. 400m 혼계영에서는 9위로 오기도 하였다. 당시 시엘루는 50m 자유형에서 페르난두 셰러의 남미 기록을 깨면서 가장 빠른 브라질의 스프린터로서 자신을 설립하였다. 그 종목의 준결승전에서 시엘루는 22.09초로 헤엄쳐 셰러의 기록에 향상시켰다. 또한 100m 자유형에서 48.51초와 함께 남미 기록을 깼고 400m 자유형 계주에서는 티아구 페헤이라, 니콜라스 올리베이라, 호드리구 카스트루와 함께 팀을 이루어 3분 17.03초와 함께 남미 기록을 깼다.
2007년 히우데자네이루에서 열린 팬아메리칸 게임에서 50m, 100m 자유형과 400m 자유형 계주에서 3개의 금메달과 400m 혼계영에서 은메달을 획득하였다. 50m 자유형에서는 21.84초의 기록을 세워 팬아메리칸 게임 기록을 깨고 남미에서 온 수영 선수로서 처음으로 22초 아래에 헤엄친 선수가 되었다. 시엘루는 50m 자유형에서 당시 전설적 수영 선수 알렉산드르 포포프에게 속하던 21.64초와 함께 세계 기록에 가까워지기 시작하였다. 또한 400m 자유형 계주에서 페르난두 시우바, 에두아르두 데보니, 니콜라스 올리베이라와 함께 3분 15.90초의 기록과 함께 팬아메리칸과 남미 기록을 깨기도 하였다. 100m 자유형에서는 48.79초와 함께 팬아메리칸 게임 기록을 깼고, 400m 혼계영에서 티아구 페헤이라, 엔리케 바르보사, 카이우 아우메이다와 함께 3분 35.81초를 세워 남기 기록을 깼다.
11월에 열린 이탈리아 그랑프리에서 47.00초와 함께 100m 자유형의 쇼트코스 남미 기록을 깼다.

### 2008년
2008년 2월 미주리 그랑프리에서 시엘루는 100m 자유형에서 48.49초와 함께 자신의 남미 기록을 향상시켰다. 4월에 열린 오하이오 그랑프리에서는 48.34초와 함께 다시 기록을 깨고 마이클 펠프스를 꺾기도 하였다.
베이징 올림픽이 열리기 1달 전인 7월에 그는 50m 자유형에서 21.75초와 함께 자신의 남미 기록을 깼다.
후에 시엘루는 베이징 올림픽에 나가 400m 자유형 계주의 예선들에서 47.91초와 함께 미주 기록을 깼다. 브라질 팀이 실격당하였어도 시엘루의 기록은 서있을 수 있었다. 100m 자유형에서 시엘루는 결승전에 나가는 데 합격하였으며 48.07초와 함께 예선들에서 8위를 하였다. 첫 준결승전의 초기 부분에서 능가한 시엘루는 22.62초에 2위로 들어오는 데 자신의 방향을 이루었으나 5위로 오고 말았다. 결승전에서는 준결승전에서보다 더욱 느려 동메달을 따는 결과를 가져왔으며 47.67초와 함께 남미 기록을 깼다. 알랭 베르나르가 금메달을 따고 이먼 설리번이 은메달을 땄다.
50m 결승전에서는 포포프가 1992년 바르셀로나 올림픽에서 새운 올림픽 기록을 세웠다 - 예선들에서 21.47초와 준결승전에서 21.34초. 결승전에서는 시간을 낮추었으며, 21.30초와 함께 다시 올림픽 기록을 깨고 금메달을 획득하여 0.02초로 세계 기록을 놓쳤다. 이 일과 함께 그는 브라질의 첫 올림픽 수영 챔피언이 되었다.
올림픽이 끝난 후, 10월에 벨루오리존치에서 열린 FINA 수영 월드컵에서 시엘루는 50m 자유형에서 21.32초와 함께 쇼트코스 남미 기록을 동등하게 하였다.

### 2009년
2009년 피녜이루스 스포츠 클럽에서 훈련을 받은 시엘루는 아우베르티뉴 코치와 함께 일하였다. 5월에 50m 접영에서 남미 기록을 깼으나 몇 분밖에 오래가지 못하였다. 마리아 렝크 트로피 대회에서 23.49초를 달성하였으나 다음 예선에서 기예르메 로트가 23.46초로 헤엄쳐 대륙 신기록을 세웠다. 결승전에서 시엘루는 23.42초의 기록을 되찾았다. 같은 시합에서 그는 100m 자유형에서 47.60초와 함께 남미 기록을 깼다.
인디애나폴리스에서 열린 미국 세계 선수권 선발 시합에서 시엘루는 50m 자유형의 B 결승전에서 21.14초와 함께 헤엄을 쳤다. 그의 시간은 모든 선수들 사이에 가장 빠른 시간이었으며 미주 신기록을 세웠다.
로마에서 열린 세계 수상 선수권 대회에서 시엘루는 400m 자유형 계주에서 니콜라스 올리베이라, 기예르메 로트, 페르난두 시우바와 함께 브라질 팀을 4위로 이끌었다. 이 종목에서 그는 예선들에서 47.39초(남미와 선수권 기록)와 결승전에서 47.09초를 세워 이먼 설리번의 세계 기록을 0.04초나 깨고 100m 자유형에서 역사상 두번째로 가장 빠른 시간이 되었다. 100m 자유형 결승전에서 올림픽 챔피언 알랭 베르나르를 꺾고 46.91초와 함께 세계 기록을 깨고 금메달을 획득하였다. 50m 자유형 결승전에서 시엘루는 세계 기록 보유자 프레데릭 부스케를 꺾고 21.08초와 함께 금메달을 획득하여 대회 기록과 미주 기록을 동시에 깼다. 시엘루는 앤서니 어빈과 알렉산드르 포포프에 이어 단 하나의 세계 선수권 대회에서 이 업적을 이룬 세번째 선수가 되었다. 400m 자유형 계주에서는 기예르메 귀도, 엔리케 바르보사와 가브리엘 망가베이라와 함께 4위를 하였다. 세계 선수권에서 그의 2개의 금메달은 시합의 역사상 브라질을 최고의 상연으로 이끌었다.
시엘루는 마리아 렝크, 마누엘 두스 산투스, 조세 피올루, 히카르두 프라두와 펠리피 프랑사에 이어 롱코스에서 세계 기록을 달성하는 데 6번째의 브라질 선수가 되었다. 브라질 수영 선수에 의해서 13번째로 만든 세계 기록이었다.
12월 18일 상파울루에서 피녜이루스 스포츠 클럽에서 열린 선수권 대회에서 시엘루는 50m 자유형에서 20.91초와 함께 세계 기록을 깼다. 하루 후에 100m 자유형 계주에서 1분 26.12초와 함께 세계 최고 기록을 설립하였다.

### 2010년
2010년 시엘루는 클럽을 바꾸었다. 플라멩구 클럽에 계약을 맺은 그는 6월 27일 50m 자유형에서 알렉산드르 포포프의 세계 기록을 깬 첫 수영 선수가 되었다. 21.55초로 파리 오픈을 우승하였다.
캘리포니아주 어바인에서 열린 팬패시픽 수영 선수권 대회에서 그는 50m 접영에서 선수권 기록을 깨고 금메달을 획득하였다. 또한 50m와 100m 자유형에서 금메달을 획득하는 데 희망을 가졌으나 각각 은메달과 동메달에 그쳤다.
9월에 열린 조세 핑켈 트로피 대회에서 시엘루는 100m 결승전에서 두번이나 쇼트코스 남미 기록을 깼다 - 준결승전에서 46.13초와 결승전에서 45.87초.
12월 두바이에서 열린 FINA 쇼트코스 세계 수영 선수권 대회에서 그는 니콜라스 산투스, 니콜라스 올리베이라와 마르셀루 치에리기니와 함께 3분 05.74초로 400m 자유형 계주 동메달을 땄으며 남미 기록을 세웠다. 50m 자유형에서는 두번이나 미주 기록을 깼으며, 예선에서 20.61초를 세우고 결승전에서는 20.51초와 함께 미주와 선수권 신기록을 세워 금메달을 획득하였다. 100m 자유형에서는 남미와 선수권 기록 45.74초와 함께 금메달을 따기도 하였다. 400m 혼계영에서 기예르메 귀도, 펠리피 프랑사 시우바와 카이우 데 아우메이다와 함께 동메달을 땄으며 3분 23.12초와 함께 남미 기록을 깼다.

### 2011년
2011년 5월 시엘루는 푸로세미드에 의한 도핑 테스트에 인증되었으나, CAS에 의하여 상하이에서 열리는 세계 수상 선수권 대회에 출전할 수 있었다. 선수권 대회에서 그는 23.10초와 함께 50m 접영을 우승하였다. 며칠 후에는 50m 자유형에서 두번째 금메달을 획득하였다. 100m 자유형에서는 48.01초세웠으나 결승전에서 4위로 오고 말았다.
과달라하라에서 열린 팬아메리칸 게임에서 시엘루는 4개의 금메달을 획득하였다 - 50m와 100m 자유형, 400m 자유형 계주와 혼계영. 그는 3개의 팬아메리칸 기록을 깼다 - 50m 자유형(21.58초), 100m 자유형(47.84초)과 400m 자유형 계주(3분 14.65초).

### 2012년
2012년 4월 15일 히우데자네이루에서 열린 마리아 렝크 트로피 대회에 참가한 시엘루는 50m 자유형에서 21.38초로 완료하여 그 종목에서 그해의 최고 시간이 되었다. 하루 후에 50m 접영에서는 22.76초와 함께 미주 기록을 깨면서 니콜라스 산투스가 세운 22.87초를 깼다.
런던 올림픽에서 시엘루는 100m 자유형에서 47.92초와 함께 6위를 하였다. 금메달은 네이선 에이드리언에게 갔고, 제임스 매그너슨과 브렌트 헤이든이 각각 2,3위로 들어왔다. 50m 종점에서 시엘루는 22.60초와 함께 가장 빠른 전속력을 가졌다. 시엘루가 우승 후보로 보이던 50m 자유형에서 그는 준결승전에서 컬렌 존스와 함께 21.54초와 함께 랭킹 1위를 하였으나 결승전에서는 준결승전에서보다 더욱 안 좋게 완료하여 21.59초와 함께 동메달에 그치고 말았다.
8월 20일 상파울루에서 열린 조세 핑켈 트로피 대회에서 그는 100m 자유형 계주에서 1분 25.28초와 함께 쇼트코스 남미 기록을 깼다.

### 2013년
2013년 플라멩구 클럽을 떠난 시엘루는 2월에 자신의 전 코치 브렛 호크와 함께 다시 시작하였다. 4월에 시엘루는 바르셀로나에서 열린 세계 수상 선수권 대회에 나가 50m 자유형에서 21.57초와 함께 세계에서 두번째로 가장 좋은 시간을 세웠다. 양쪽 무릎에 수술을 받은 이유로 100m 자유형과 계주에 나가지 않았던 그는 50m 접영의 2회 세계 선수권 우승자가 되었다. 준결승전들은 5명의 선수들이 23초 아래에 헤엄을 치면서 경주의 가장 힘센 단계가 되었다. 시엘루는 22.86초와 함께 동료 선수 니콜라스 산투스에 밀려 2위를 하면서 결승전에 진출하였으며, 결승전에서는 23.01초와 함께 금메달을 획득하였다.
50m 자유형에서는 시엘루는 세번째로 가장 빠른 21.60초와 함께 결승전에 도달하였으며 21.32초와 함께 우승하면서 처음으로 3회의 세계 선수권 우승자가 되었다. 이 결과로 그는 포포프를 압도하여 세계 선수권 역사상 더 많은 개인적 금메달을 딴 선수가 되었다.

## 같이 보기
- 수영 세계 기록 목록
- 올림픽 수영 남자 메달리스트 목록
- 2008년 하계 올림픽 수영
- 2012년 하계 올림픽 수영
- 수영 자유형 50m 세계 기록 추이
- 수영 자유형 100m 세계 기록 추이